# بازگشت یک گانگستر به دبیرستان
بازگشت یک گانگستر به دبیرستان (انگلیسی: High School Return of a Gangster; کره‌ای: 조폭인 내가 고등학생이 되었습니다) یک مجموعه مجموعه اینترنتی محصول کره جنوبی با بازی یون چان یونگ، بونگ جه هیون و لی سو جین است. این مجموعه از ۲۹ مه تا ۱۹ ژوئن ۲۰۲۴، چهارشنبه‌ها در ویو، تیوینگ و واچا منتشر شد. دو قسمت اول در ۲۲ فوریه ۲۰۲۴ در سینمای سی‌جی‌وی به نمایش درآمد.

## بازیگران

### اصلی
- یون چان یونگ در نقش سونگ یی هون/کیم دوک پال[۴]
- بونگ جه هیون در نقش چوی سه کیونگ[۵]
- لی سو جین در نقش کیم دوک پال[۶]

یک گانگستر ۴۷ ساله

### مکمل
- جونگ جی این در نقش یه جی این[۷]